# Cleveland Cavaliers
Cleveland Cavaliers, còn được gọi là Cavs, là một đội bóng rổ chuyên nghiệp Hoa Kỳ có trụ sở tại Cleveland, Ohio, Hoa Kỳ. Đội Cavaliers chơi trong Hiệp hội Bóng rổ Quốc gia (NBA) với tư cách một câu lạc bộ thành viên của phân khu Trung của liên đoàn miền Đông. Đội này đã bắt đầu chơi trong năm 1970 như là một đội mở rộng, cùng với Portland Trail Blazers và Buffalo Braves. Các trận đấu trên sân nhà lần đầu tiên được tổ chức tại Cleveland Arena từ năm 1970 đến năm 1974, tiếp theo là Richfield Coliseum từ năm 1974 đến năm 1994. Từ năm 1994, đội chơi các trận đấu sân nhà tại Rocket Mortgage FieldHouse, sân dùng chung với Cleveland Monsters của American Hockey League. Dan Gilbert sở hữu đội từ tháng 3 năm 2005.
Cavaliers nổi bật với rất nhiều ngôi sao NBA trong lịch sử của họ, bao gồm Austin Carr, Brad Daugherty, Zydrunas Ilgauskas, Mark Price, LeBron James, Kyrie Irving, và Kevin Love. Cầu thủ vĩ đại NBA qua như Nate Thurmond, Lenny Wilkens, Walt "Clyde" Frazier, và Shaquille O'Neal cũng đã chơi ở Cleveland, mặc dù gần cuối sự nghiệp của họ.
Đội này đã giành được năm giải vô địch Central Division (các năm 1976, 2009, 2010, 2015, và 2016), bốn chức vô địch Eastern Conference (các năm 2007, 2015, 2016, 2017), một chức vô địch NBA (2016) bằng cuộc lội ngược dòng vĩ đại nhất lịch sử NBA trước Golden State Warriors sau khi bị dẫn trước 3-1, và đã đạt đến các trận đấu quyết định 20 lần trong 46 lịch sử của họ. Tuy nhiên, đội cũng đã có một số khác biệt đáng ngờ, chẳng hạn như nhiệm kỳ của cựu chủ Ted Stepien, lãnh đạo NBA tạo ra một quy tắc điều chỉnh các giao dịch của các draft pick, được gọi là "Stepien Rule", và thua 26 trận streak trong năm 2010-11, trong đó, tại thời điểm đó, gắn liền với những kỷ lục về chuỗi giảm dài nhất trong thể thao chuyên nghiệp lớn của Mỹ.